# Hacene Djaballah
Hacene Djaballah (de son nom complet Mohamed Hacene Djaballah, en arabe : محمد حسن جاب الله), né le 18 avril 1993 en Algérie, est un handballeur international algérien.

## Palmarès

### En équipe d'Algérie
Championnats du monde
- 30e place au Championnat du monde 2025 ( Croatie/ Danemark/ Norvège)

Championnat d'Afrique
- Médaille d'argent au Championnat d'Afrique 2024 ( Égypte)